# Tudela, Cebu
Tudela là một đô thị ở tỉnh Cebu, Philippines. Theo điều tra dân số năm 2007, đô thị này có dân số 11.266 người.
Tudela có cự ly 8 km so với thị xã Poro. Cùng với the town of Poro, Tudela nằm trên đảo Poro. Công giáo Rôma là tôn giáo chính ở đô thị này. Dân cư ở đây sử dụng tiếng Cebuano.

## Các đơn vị dân cư
Tudela được chia thành 11 khu dân cư (khu phố) (barangay).
- Buenavista
- Calmante
- Daan Secante
- General
- McArthur
- Northern Poblacion
- Puertobello
- Santander
- Secante Bag-o
- Southern Poblacion
- Villahermosa